# Radíkovy
Radíkovy jsou osada, část obce Chyšky v okrese Písek v Jihočeském kraji. Nachází se asi dva kilometry severozápadně od Chyšek. Radíkovy leží v katastrálním území Mezný o výměře 3,35 km².

## Historie
První písemná zmínka o vesnici pochází z roku 1542.

## Obyvatelstvo
| Rok            | 1869 | 1880 | 1890 | 1900 | 1910 | 1921 | 1930 | 1950 | 1961 | 1970 | 1980 | 1991 | 2001 | 2011 | 2021 |
| -------------- | ---- | ---- | ---- | ---- | ---- | ---- | ---- | ---- | ---- | ---- | ---- | ---- | ---- | ---- | ---- |
| Počet obyvatel | 34   | 39   | 41   | 31   | 35   | 31   | 27   | 15   | 16   | 12   | 7    | 9    | 7    | 7    | 8    |
| Počet domů     | 5    | 5    | 5    | 5    | 5    | 5    | 5    | 5    | 4    | 4    | 4    | 5    | 5    | 5    | 4    |

## Obecní správa
Při sčítání lidu v letech 1850–1959 Radíkovy byly osadou obce Nosetín, se kterým patřily nejprve do okresu Sedlčany, ale v roce 1950 v okrese Milevsko. Od roku 1960 jsou částí obce Chyšky v okrese Písek.

## Galerie

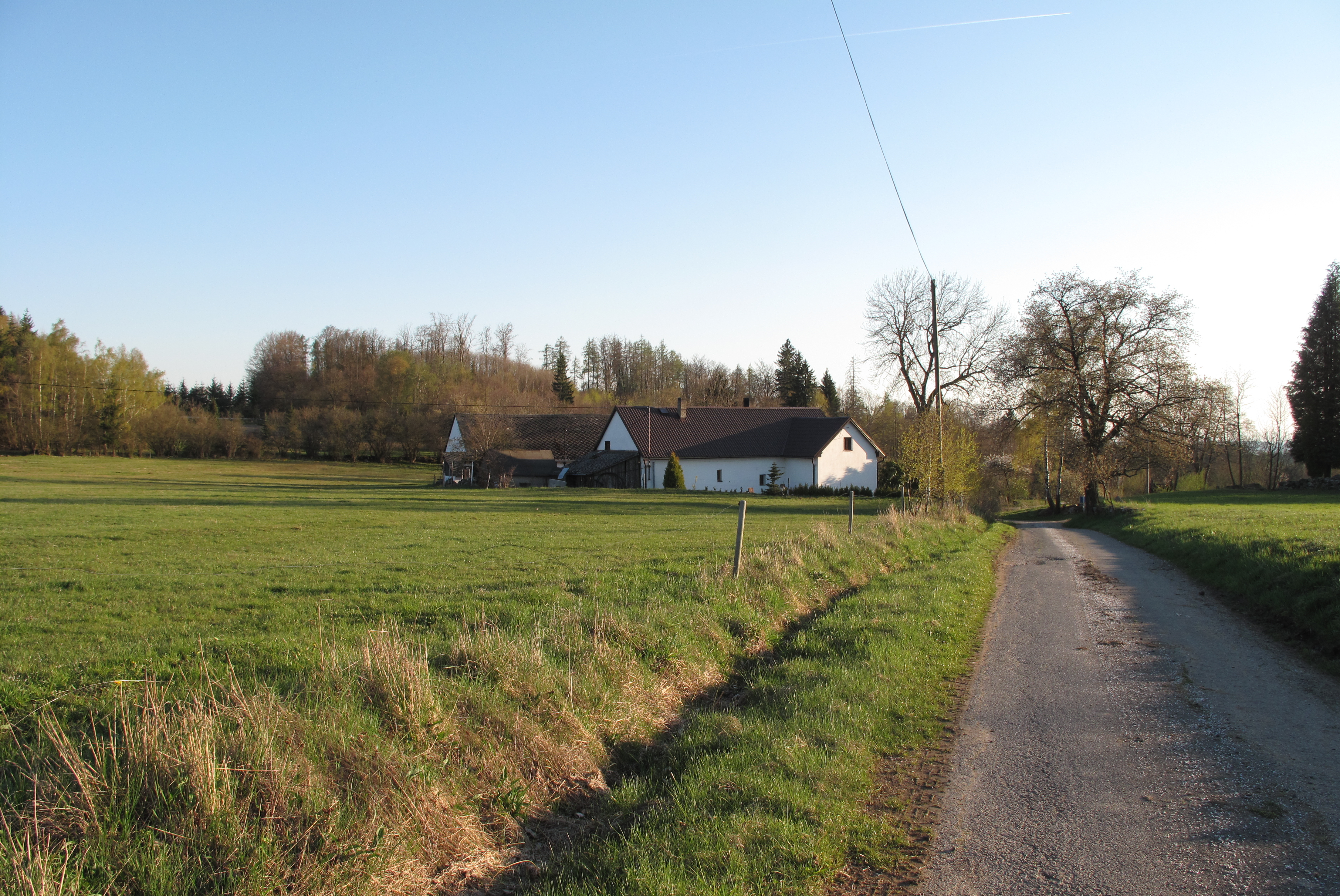
Domy
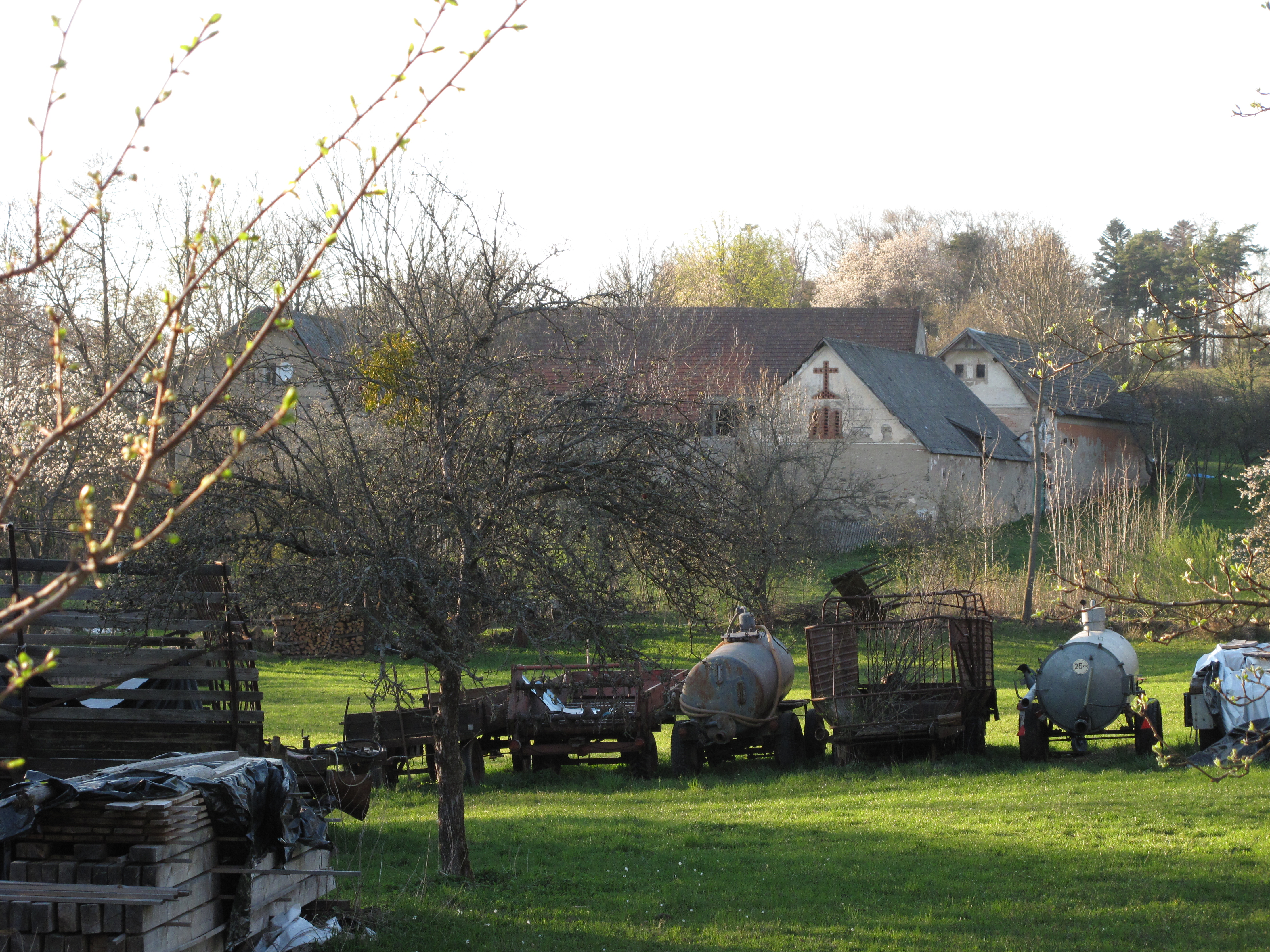
Statek
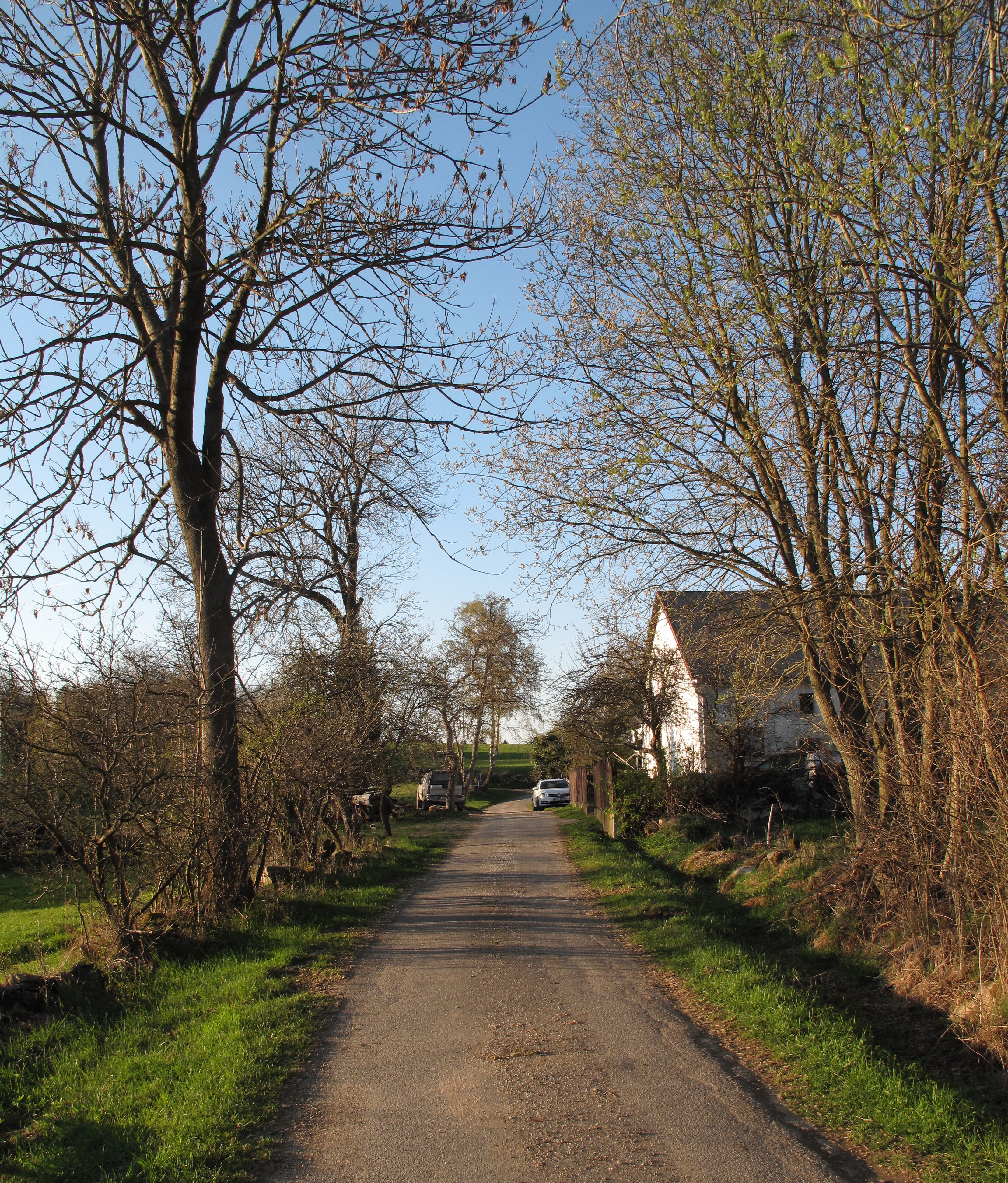
Cesta